# Жирар I (граф Руссильона)
Жирар (Жерар, Херардо) I (кат. Girard I, исп. Gerardo I, фр. Girard I, лат. Gerardus I, умер в 1113) — Граф Руссильона (1102—1113), сын Гислаберта II.

## Биография
Ещё будучи наследником Гислаберта II Жирар участвовал в первом крестовом походе, в свите Раймунда IV Тулузского. Он принимал участие в осаде Никеи в 1097 году и Антиохии в 1098 году, и был одним из первых крестоносцев вступивших в Иерусалим 15 июля 1099 года, после успешной осады.
В 1100 году Жирар вернулся в Руссильон и пробыл в нём около пяти лет. В 1102 году, после смерти отца он стал графом. В 1105 году Жирар снова отправился в Святую Землю по просьбе Раймунда. Там он принял участие в осаде Триполи. Во время отсутствия Жирара Руссильоном управляла его жена Агнесса. В 1112 году преемник Раймунда Бертран скончался и Жирар вернулся в Руссильон. Однако, вскоре после его возвращения, он был убит. Обстоятельства его убийства неизвестны. Его сын Госфред III был ещё слишком молод, чтобы управлять графством, поэтому его дядя Арнольд стал выполнять при нём функции регента.

## Брак и дети
Жена — Агнесса. От брака с ней он имел следующих детей:
- Госфред III — граф Руссильона (1113-1164)
- Беатриса, жена Гильома (Вильяма) Нарбоннского